# Dörrklocka

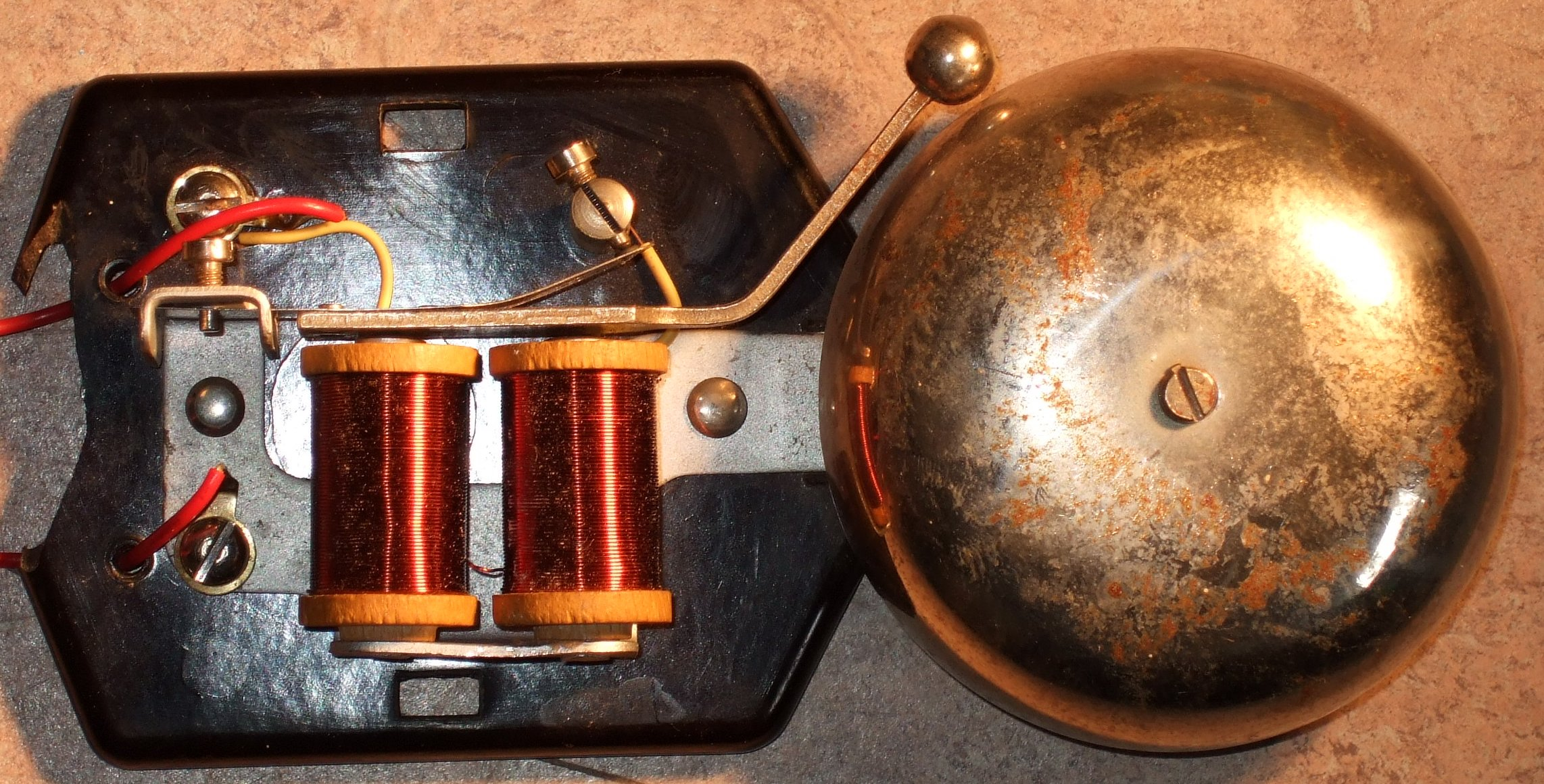
Elektrisk dörrklocka med ringsignal

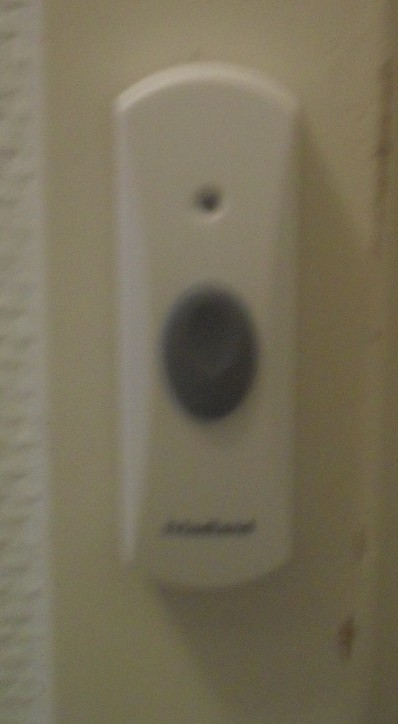
Knapp till en dörrklocka.

En dörrklocka är en mekanisk eller elektrisk ringklocka som vanligtvis placeras vid ytterdörren och används av besökare för att anmäla ankomsten. Dörrklocka är ett alternativ till portklapp och att knacka på dörren med handen.
En dörrklocka brukar bestå av en tryckknapp på utsidan av dörren och en ringklocka eller basenhet med inbyggd högtalare på insidan av dörren. Vissa är trådlösa medan andra har en kabel mellan tryckknappen och ringklockan. När någon trycker på knappen ljuder en signal innanför dörren. För att inte trådlösa dörrklockor ska störas av radiosignaler från andra apparater brukar det finnas möjlighet att ändra dörrklockans radiofrekvens.
Det har även kommit elektriska dörrklockor med valbara ljudsignaler, melodier och även MP3-stöd så att man kan använda valfria ljudsignaler. På vissa modeller går det även att justera ljudvolymen. Dessutom finns dörrklockor med ljusstöd, för exempelvis hörselskadade personer.
Oavsett vilken typ av ovanstående dörrklockor som används kallas det i vardagligt tal att "ringa på" hos någon.
Dörrklocka kan även avse en ringklocka som automatiskt ljuder när någon öppnar dörren eller passerar dörröppningen. Den är vanlig i mindre butiker i syfte att påkalla butikspersonalens uppmärksamhet.